# Kejkubad III.
Kejkubad III. (staro anatolsko turško كَیقُباد سوم) ali ʿAlāʾ ad-Dīn Kejkubād bin Farāmurz (perzijsko علاء الدین کیقباد بن فرامرز‎) je bil v letih 1298 do 1302 trikrat sultan seldžuškega sultanata Rum, * okoli 1283, † 1302.
Bil je nečak odstavljenega sultana Kejkavusa II. in imel močno podporo med Turkmeni. Kot sultan je vladal kot mongolski vazal brez prave vladarske moči.

## Vladanje
V zgodovini se je prič pojavil kot pretendent na seldžuški prestol. Podpirali so ga turkmenski Karamanidi, vendar ga je vezir Fahr al-Din Ali premagal in ga prisilil na beg v Kilikijsko Armenijo. Na političnem prizorišču se je ponovno pojavil leta 1298, ko ga je Ilkan Mahmud Gazan po padcu Mesuda II. imenoval za sultana Ruma. Po prihodu na oblast je naredil čistko v državni upravi in izjemno nasilno odstranil vse pristaše svojega predhodnika. Zaradi krutega obnašanja je bil zelo nepriljubljen. Med obiskom Ilkana leta 1302 so ga zato aretirali in usmrtili in za vzdrževanje reda na njegovo mesto imenovali njegovega predhodnika Mesuda II.

## Sklica
1. ↑  Claude Cahen. Pre-Ottoman Turkey: a general survey of the material and spiritual culture and history. Prevod J. Jones-Williams. New York: Taplinger, 1968. str. 294.
2. ↑   Cahen, Pre-Ottoman Turkey, str. 300-.

| Kejkubad III. Seldžuki Rojen: neznano Umrl: 1302 |                                  |                      |
| Vladarski nazivi                                 |                                  |                      |
| Predhodnik: Mesud II.                            | Sultan Sultanata Rum 1298-1301/2 | Naslednik: Mesud II. |